# Cantó de Tourouvre
El cantó de Tourouvre és un cantó francès del departament de l'Orne, situat al districte de Mortagne-au-Perche. Té 15 municipis i el cap es Tourouvre.

## Municipis
- Autheuil
- Beaulieu
- Bivilliers
- Bresolettes
- Bubertré
- Champs
- Lignerolles
- Moussonvilliers
- Normandel
- La Poterie-au-Perche
- Prépotin
- Randonnai
- Saint-Maurice-lès-Charencey
- Tourouvre
- La Ventrouze

## Història
| Data d'elecció                           | Identitat    | Partit                     | Qualitat |
| ---------------------------------------- | ------------ | -------------------------- | -------- |
| 1945-19..                                | M. René      | radical                    |          |
| 19..-1994                                | André Durand | Divers droite, després RPR |          |
| 1994-                                    | Guy Monhée   | Divers droite              |          |
| les dades anteriors no són pas conegudes |              |                            |          |
|                                          |              |                            |          |

## Demografia
| A partir de 1990: Població sense dobles comptes |